# 앨런 콕스
앨런 콕스(Alan Cox, 1968년 7월 22일~)는 영국 컴퓨터 프로그래머로 1991년까지 리눅스 커널의 2.2 분기를 유지하고 리눅스 커널의 개발에 참여하고 있다. 그는 웨일즈 스완지에서 그의 아내 Telsa Gwynne와 거주하고 있다.

## 리눅스 커널 개발에 참여

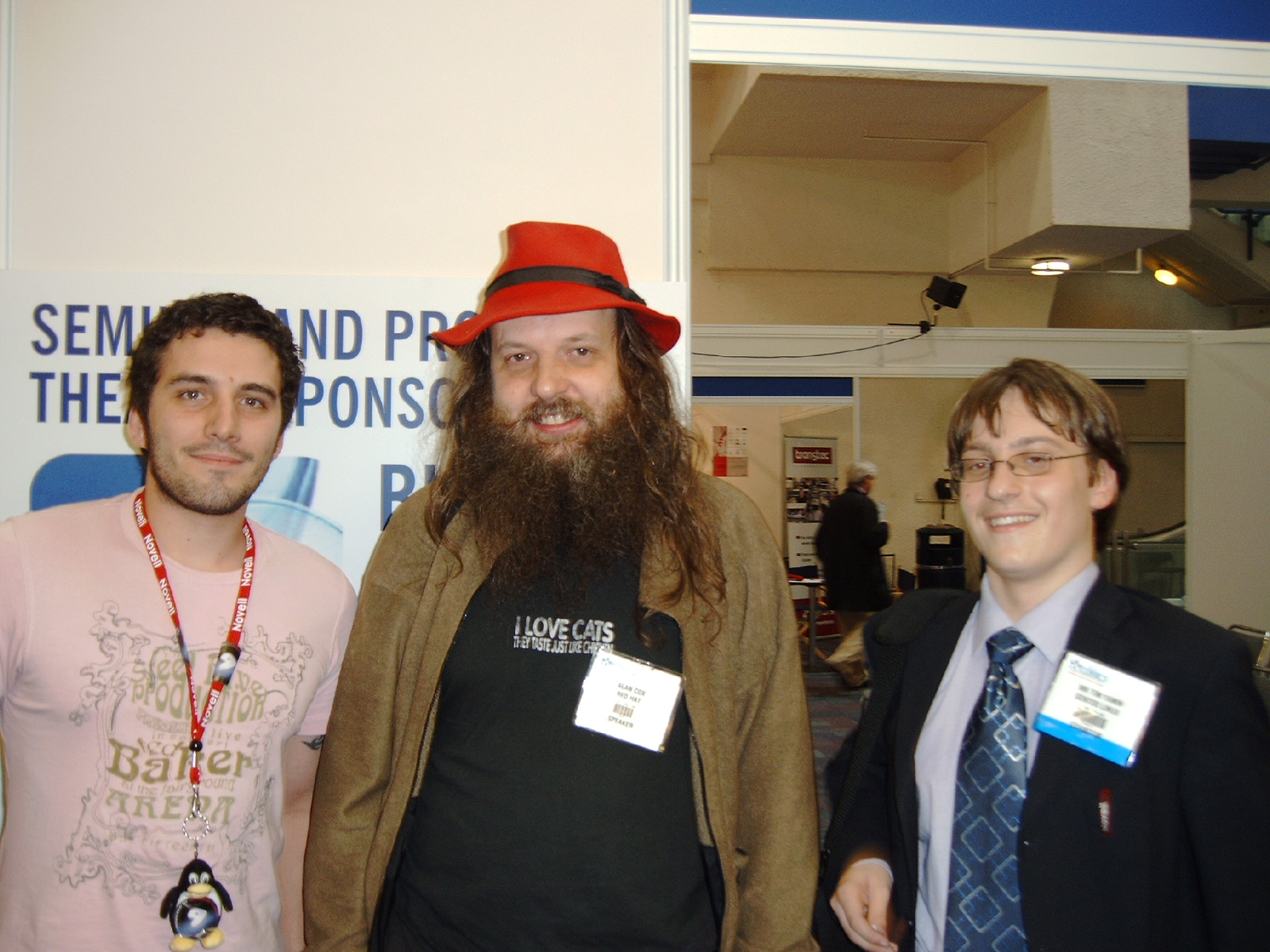
Alan Cox at the LinuxWorldExpo

스완지 대학교에 다니는 동안, 콕스는 대학 컴퓨터 사회에 속하는 시스템 중 하나인 초기 버전의 리눅스를 설치했다. 이것은 최초의 컴퓨터 네트워크 리눅스의 설치 중 하나였고, 네트워킹 코드에서 많은 버그를 공개했다. 콕스는 그러한 많은 버그들을 고쳤고, 네트워킹 서브 시스템을 다시 작성했다. 그 후 그는 전체 커널의 주된 개발자 중 한명이자 관리자가 되었다.
그는 2.2 분기와 자신의 버전인 2.4 버전(을 유지했다, ("ac"가 명시되는 버전, 예를 들면, 2.4.13-ac1). 이 버전은 매우 안정적이고 커널 벤더에서 직접 버그를 수정하는 것이 포함되었다. MBA에서 공부하기 위해 리눅스 개발에 참여를 줄이기 전 동안 그는 일반적으로 리누스 토발즈 다음인 "부 지휘관"으로 간주됐다.
2009년 7월 28일, 토발즈로부터 비판을 받은 후 콕스는 TTY 레이어 관리자의 역할을 그만두었다.
1999 - 2009년 동안 알란은 리눅스 개발사인 Red Hat에 고용되었다. 2011년부터 그는 Intel Corporation에 고용됐지만, 2013년 1월에 가족들에 대한 이유로 인텔과 리눅스 커널 개발에서 떠나게 된다.
그는 GNOME과 X.Org 프로젝트들에도 관여했다. 그리고 웨일즈 대학교학생일 동안 써 왔던 AberMUD의 주된 개발자였다.

## 모형 기차
알란 콕스는 에칭 픽셀, N guage 키트를 생산하는 모형 회사를 운영하였다.

## 행동
알란 콕스는 자유로운 프로그래밍의 열렬한 지지자였고, 소프트웨어 특허의 거리낌 없는 솔직한 상대, DMCA와 CBDTPA. 그는 항의 USENIX의 하위 그룹에서 사임, 그는 DMCA 위반 Dmitry Sklyarov의 체포 후 투옥되는 공포를 위해 미국을 방문 할 것이라고 말했다.
2007년 1월에, 그는 "RMS", 또는 권한 관리 스스템에 대한 특허 시리즈를 적용하였다. 그것은 그가 디지털 권한 관리에 대한 특허를 신청했다는 것을 말한다. 콕스의 전 고용주인 레드햇 주식(Mark Webbink와 콕스 자신에 의해 초안된 문서)은 자유 소프트웨어 프로젝트에 대한 특허를 사용하지 않을 것을 주장했다.
콕스는 또한 정보 정책 연구 재단과 오픈 권리 그룹의 고문이다.

## 수상
콕스는 브뤼셀에서 열린 FOSDEM 컨퍼런스에서 자유 소프트웨어 재단의 2003 자유 소프트웨어 발전상을 받았다.
2005년 10월 5일, 콕스는 런던에서 열린 LinuxWorld에서 평생 공로상을 받았다.
2013년 7월 18일 콕스는 웨일즈 대학교, 트리니티 세인트 데이비드 명예 헬로우 십을 수상했다.